# 將來時
將來時（future tense）又稱為未來時，是一种时态，用于標示動詞所描述的事件仍未發生，但預期會在將來發生（在絕對時態系統中），或者隨某個其他事件之后發生而不管是在過去、現在或將來（在相對時態系統中）的語法意義。注意應稱為“將來時”而非“將來式”，因为这是一种时态而非句式。在英語中没有句式的分别，因此常会被只学过英语的人称为“將來式”。但在其它语言如西班牙语中，则存在时态与句式两种不同的概念；如陈述式将来未完成时和虚拟式将来未完成时同属一种时态（将来时），但却属于不同句式。

## 表達將來時
語言可以使用各種策略來傳達將來時態含義。將來的概念必然是不確定性的并能變化提前時間間隔，這意味著言語者可能表達在可能性、意向、責任等方面上的將來事件，而其中每個又可以用不同方式來表達。特別在日耳曼語中更是如此。
將來時可以是簡單時態，意味著動詞可以被屈折或變位來指示將來時態。例如，義大利語有簡單將來時:
- 現在時 parlo“I talk, I am talking” vs. 將來時 parlerò“I will talk”。

將來時還可以是複合時態，或涉及主動詞和助動詞的分析結構。英語將來時使用時態助詞 will 是複合將來時的一個例子。縱覽各種語言，用來標記將來時的助動詞經常包括最初意思是“come”，“go”， “have”， “take”， “love”， 和“want”（英語 will 的起源）的動詞。 助詞+動詞序列可以最終文法化為單一詞的形式，導致被重分析為簡單將來時。這事實上是在西羅曼語如意大利語中將來時的起源（見后）。
在某些語言中，沒有給將來時的特殊的構詞或句法指示，將來含義由上下文提供，例如使用時間副詞如“后來”、“明年”等。這種副詞(特別是意思為“明天”和“然后”的詞)也可以發展成語法化的將來時標記。
給定的語言可能展示出表達將來時的多種策略。此外，用做將來時的動詞形式也可以用來表達其他類型的含義。例如助詞 werden“變成”在德語中可以用於將來時和被動語氣二者。

## 日耳曼語言
在日耳曼語言包括英語中，將來事件的常用表達是使用現在時態，并使用蘊含將來行動的詞來表達將來性(如“'I go' 或 'I am going' to Berlin tomorrow”)。沒有表達同樣意思的簡單將來時。
但是日耳曼語族語言還可以通過采用輔助構造來表達將來時，把特定現在時態動詞同表達句子中真正行動的動詞的簡單不限定式(詞幹)組合起來。這些輔助形式隨語言而各異。
此外還一般更加非正式的使用帶有主動詞的復合不定式的輔助形式來表達將來性。

### 英語
用來表達將來性的最常用助動詞有:
- shall (和它的虛擬語氣形式 should)。在用於第二人稱和它的複數的時候它蘊含了責任或決定了的意願，并且在第一人稱和第三人稱的時候蘊含了簡單將來時含義。
- will (和它的虛擬語氣形式 would)。在第一和第三人稱之外的時候它蘊含了責任或決定了的意願，在其他時候它蘊含了對將來的希望和意願。另外它被作為最中性的形式使用并且最常使用。

一種北英格蘭方言形式:
- 起源於古諾斯語的 mun 蘊含了責任。

在口語英語的所有方言中“shall”和“will”通常省略為 ll (“I'll go”可能是“I will go”可能是“I shall go”)所以在兩者之間的區別過時了。
英語以類似方式使用 can、may 和 must。
- “Should”（shall 在這個語境中的虛擬語氣形式）蘊含對預期行動的責任或承諾。
- “Can”蘊含負責行動的能力但不預示對行動的責任或嚴格承諾。
- “May”表達最少的承諾含義并且最寬容性的；它還在暗示有條件性的輔助構造中用做動詞。
- “Must”正相反表達最高度的責任和承諾(“I must go”）并在對將來的表達中在時間性上最接近現在時刻（“I must go now”）。

比較如下：
- I shall/will go
- I should go
- I can go
- I may go
- I must go

要表達否定性的將來事件，在助動詞之后插入否定副詞如“not”或“never”，如同所有其他輔助構造一樣。
- I shall/will not go
- I should never go
- I cannot go
- I may never go
- I must not go

在所有這些情況中，在將來時間範圍內的行動是被預期的。但是在所有情況中，句子實際上處在現在時，因為在英語中沒有真正的將來時。正是這些對將來發生的蘊含使得這些現在時輔助構造充當了復合將來準時態。
表達將來時的一種額外形式是“I am going to...”。
英語中表達將來事件是現在時的功能的事實，來源自否定將來性蘊含而不對輔助構造做任何變更的能力。當暗示將來性的動詞構造(比如“I shall go”）緊跟著確立條件或假設的信息，或者主動動詞詞幹自身矛盾於這個構造的將來預示應用的時候，則任何將來時的含義都是否定的 - 特別是在助詞 will 以其字面含義使用的時候，它是自由意志上要做的行動。例如：
- 某人 A 說： “You will go now.  You will not stay.”
- 某人 B 回答： “I shall go nowhere.  I will stay.”

在 B 回應中第二個 'will' 不只表達意愿，還用來對比於通常的第一人稱 'shall' 來完成“強調”。類似的，在第二和第三人稱的情況下， 'will' 與 'shall' 相反運用。
例如：
- A 問： “Will he be at the café at six o'clock?”
- B 答： “He will be there.” [正常肯定]
- 還有可能 B 答： “He shall be there.” [強調這不是以前確立或期望的通常模式（上次他來晚了或沒露面）]

用來表達將來性的額外輔助結構列出如下：
將來進行時：  助詞 + 動詞詞幹 + 現在分詞
- I shall/will be going
- You will be singing
- He will be sleeping
- We may be coming
- They may be travelling
- It will be snowing when Nancy arrives
- It will not be raining when Josie leaves

將來完成時：  助詞 + 動詞詞幹 + 過去分詞
- I shall/will be gone
- You will have sung
- He will have slept
- We may have come （"We may be come" 仍可以在韻文中使用，但在口語中廢棄了）
- They may have travelled
- It will have snowed
- It will not have rained

將來完成進行時：  助詞 + 動詞詞幹 + 過去分詞 + 現在分詞
- I shall/will have been going
- You will have been singing
- He will have been sleeping
- We may have been coming
- They may have been travelling
- It will have been snowing
- It will not have been raining

### 德語
德語對將來時只使用一種助詞：
- werden （自身意思是“to become”）。

在德語中沒有複合不定式，所以在werden後的主動詞是簡單不定式。不定式主動詞放置在句子的結尾，但可以很長。

## 拉丁語和羅曼語言
拉丁語中將來時形式隨變位而變化。下面例子是動詞 'amare'“to love”的第一變位的將來時。
| amabo    | I will (shall) love      |
| amabis   | you (singular) will love |
| amabit   | he, she, it will love    |
| amabimus | we will (shall) love     |
| amabitis | you (plural) will love   |
| amabunt  | they will love           |

詳情參見拉丁語語法。在通俗拉丁語中的語音變更使得將來時難於區分於其他動詞形式（比如 amabit“he will love” vs. amavit“he loved”），而拉丁語簡單將來時形式被逐漸的替代為涉及不定式和助動詞比如 debere， venire， velle 特別是 habere 的迂回結構。所有現代羅曼語言都把這個迂回結構的某一個文法化了用來表達將來時，它們都沒有保留最初的拉丁語將來時。

## 引用
1. ↑  Bernd, Heine; Tania Kuteva. . Cambridge University Press. 2002. ISBN 0-521-00597-3.

## 外部連結
- Future Tense[永久]
- 4 Future Tenses Explained （页面存档备份，存于）
- English Grammar Reference and Exercises （页面存档备份，存于）